# Muito Mais Que 5inco Minutos
Muito Mais Que 5inco Minutos é um livro escrito pela vlogger paranaense Kéfera Buchmann, lançado em 8 de setembro de 2015, pela editora "Pararela".

## Sinopse
A menina super sensível que sofreu bullying em quase toda a infância e que, em vez de se dobrar, se tornando uma pessoa amargurada, se reinventou e ressurgiu como uma jovem forte e alegre que serve de exemplo para milhares de meninos e meninas. Kéfera Buchmann fala desses momentos difíceis e também da sua relação tortuosa com a matemática, do seu primeiro beijo, de moda e de relacionamentos. Não faltam, claro, momentos hilários. E outros de deixar o coração apertado. Ou seja, Kéfera sendo mais Kéfera do que nunca.

## Lançamento
O livro foi lançado em 8 de setembro de 2015, na Bienal do Livro do Rio de Janeiro. O início da sessão de autógrafos, marcado para as 16 horas, teve que ser adiado, para que a segurança fosse reforçada no "Espaço Maracanã". A popularidade da autora fez-se aglomeração na Bienal.
Com tiragem de 125 mil exemplares, por conta da grande procura, a editora mandou imprimir outros 80 mil. Em apenas meia hora, todas as 800 senhas foram distribuídas e, pela manhã, algumas pessoas estavam no Rio centro, na Zona Oeste da cidade, para conseguir chegar perto da autora. Na chegada da autora, cerca de 2 mil pessoas presentes no espaço a ovacionaram.